# Flint (île)
Pour les articles homonymes, voir Flint.
Flint est une île inhabitée des Kiribati au centre de l'océan Pacifique dans le sud des îles de la Ligne.

## Géographie

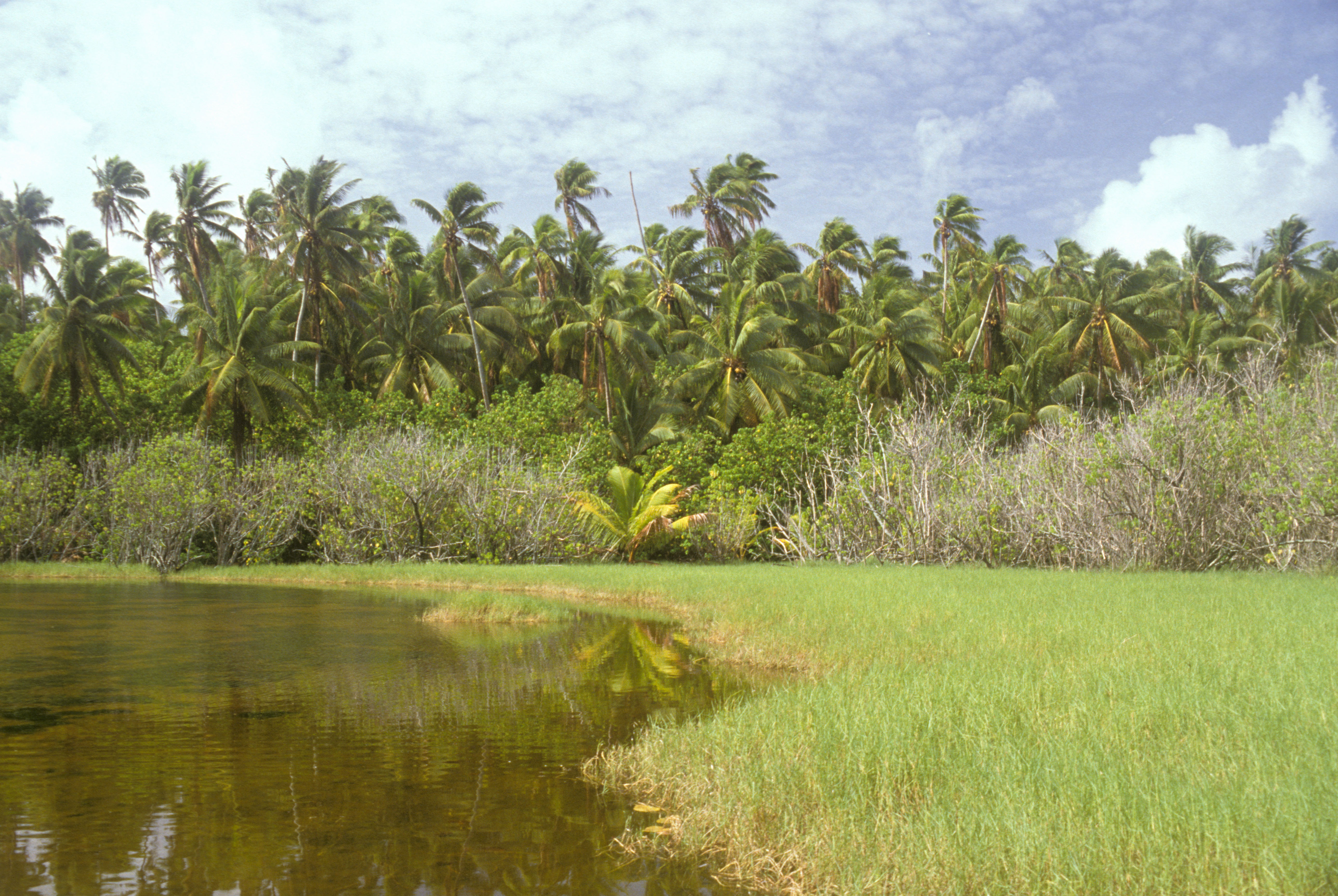
Vue du plus grand des lacs de Flint.

Flint est situé à environ 740 kilomètres (400 milles nautiques) au nord-ouest de Tahiti, à 190 kilomètres (100 milles nautiques) au sud-sud-est de l'île Vostok, et 220 kilomètres (120 milles nautiques) au sud-ouest de l'île du Millénaire. L'île fait environ quatre kilomètres de longueur pour 0,80 kilomètre de largeur à son point le plus large. Elle a une superficie de 3,2 km2 et s'élève à une hauteur ne dépassant pas sept mètres au-dessus du niveau de la mer. L'île est entourée de toutes parts d'un récif corallien étroit, sans mouillage sûr, rendant ainsi l'atterrissage difficile.
Selon la US Exploring Expedition du 5 février 1841, l'île est densément boisée et essentiellement couverte de plantations de cocotiers.

## Histoire
Sans compter une possible confusion avec l'île du Millénaire voire avec Vostok, il se pourrait que ce soit une des deux îles Infortunées, l'« isola de' tiburoni » (île des Requins), dont parle Antonio Pigafetta et les journaux de bord de la première circumnavigation de Fernand de Magellan en 1519-1522.
L'île a été (ré)aperçue pour la première fois en 1801 mais le nom de celui qui l'a découverte reste cependant inconnu. Une indication de l'île dans l'ouvrage Beiträge zur Hydrographie der größern Ozeane de Johann Krusenstern publié en 1819 rend évident le fait que le nom de « Flint » ne vient pas du capitaine Keen, qui en 1835, selon toute probabilité, avait déjà trouvé une mention de l'île sur une carte de navigation.
Flint fut réclamée en 1856 par le Guano Islands Act mais apparemment jamais occupée. Elle fut louée par les Britanniques à Houlder Brothers and Co. de Londres qui transportait le guano obtenu dans la partie centrale de l'île de 1875 à 1880 sous la direction de John T. Arundel. Les zones exploitées se sont aujourd'hui remplies avec de l'eau saumâtre, formant deux ou trois petites lagunes. Des cocotiers ont été plantés sur l'île par Arundel en 1881 et du coprah y a été produit jusqu'en 1891. L'île a été louée en 1911 à S.R. Maxwell et Co., Ltd qui y emploie trente hommes et un gestionnaire pour la récolte du coprah sur environ 30 000 cocotiers.
Le 3 janvier 1908, une éclipse totale du soleil a été observée sur l'île par une expédition de l'observatoire Lick de Californie. Le point d'observation sur l'île fut déterminé aux coordonnées 11° 25′ 27″ S, 151° 48′ 15″ O.